# Udupu, Teleorman
Udupu este un sat în comuna Tătărăștii de Sus din județul Teleorman, Muntenia, România. Se află în partea de nord a județului. La recensământul din 2002 avea o populație de 1.789 locuitori.